# EP u softbolu za žene Divizije "B" 2007.
6. Europsko prvenstvo divizije "B"  u softbolu za žene 2007., šesto po redu, se održava u Zagrebu u Hrvatskoj.
Održava se od 16. do 21. srpnja 2007.
Krovna međunarodna organizacija ovog prvenstva je Međunarodni softbol savez, engleske kratice MSF.
Osim privatnih sponzora, podršku su natjecanju dali Grad Zagreb, ZET, Zagrebački športski savez, HOO, HV. Za napraviti svlačionice i igrališta, sam Grad Zagreb je izdvojio 5 milijuna kuna.
Svečano otvorenje je uz prigodni progam bilo 16. srpnja, a prvenstvo je simboličnim bacanjem prve loptice otvorila zamjenica gradonačelnika grada Zagreba Ljiljana Kuhta Jeličić (ujedno i predsjednica Organizacijskog odbora) 16. srpnja u novootvorenom Softball centru u sklopu RŠC Jarun.
Bit će to ujedno i promocija novog Softball centra, jedinog u Zagrebu i Hrvatskoj. Naime, za potrebe održavanja Europskog prvenstva, uz potporu grada Zagreba, uz postojeći teren softball kluba 'Princ', izgrađen je novi teren, čime su se za budućnost stvorili preduvjeti za daljnje razvijanje ovog olimpijskog sporta u Hrvatskoj.

## Sudionice
Sudjelovat će 12 postava. 
U skupini "A" igraju domaćin Hrvatska, Španjolska, Bugarska, Mađarska, Danska i Švicarska.
U skupini "B" igraju Belgija, Francuska, Ukrajina, Izrael, Srbija i Slovenija. 
Prije natjecanja, za favoritkinje se smatralo Belgiju, Francusku i Španjolsku.

## Natjecateljski sustav
Prve dvije reprezentacije, koje izbore završnicu, stječu pravo sudjelovanja u prvenstvu divizije "A".
Natjecanje se igra u dvije skupine, po jednostrukom liga-sustavu. Nakon tog dijela, prve dvije djevojčadi iz dviju skupina igraju u skupini za doigravanje "C" unakrižno po idućem rasporedu:
A1 - B2

A2 - B1

B2 - A1

B1 - A1

Rezultati iz prvog kruga se prenose. 

Po svršetku igranja u skupini "C", 1. i 2. djevojčad iz "C" doigravaju za izravnu sudionicu završnice (poražene moraju igrati poluzavršnicu), a 3. i 4. djevojčad iz skupine "C" doigrava za pravo sudjelovanja u poluzavršnici. Poražene osvajaju 4. mjesto.

U poluzavršnici, djevojčadi se, jasno, bore za ulazak u završnicu. Poražene osvajaju treće mjesto i završavaju natjecanje, a pobjednice odlaze u završnicu, čime ujedno osiguravaju sudjelovanje na idućem prvenstvu u višem natjecateljskom razredu (uvjet sudjelovanja u Diviziji "A" je osvajanje prva dva mjesta).

Za 5. mjesto razigravaju 3. iz skupina "A" i "B".

Za 7. mjesto razigravaju 4. iz skupina "A" i "B".

Za 9. mjesto razigravaju 5. iz skupina "A" i "B".

Za 11. mjesto razigravaju 6. iz skupina "A" i "B".

## Mjesta odigravanja susreta
Softbolašice će utakmice igrati na Jarunu, na terenu "SK Prinz".

## Rezultati

### 16.srpnja
- skupina "A":

| Mađarska   | - | Švicarska | 0:10 | (0:1,0:1,0:0,0:3,0:5) |
| Španjolska | - | Bugarska  | 11:1 | (4:1,3:0,2:0,2:0,0:0) |
| Hrvatska   | - | Danska    | 10:1 | (3:0,2:0,0:0,5:1,0:0) |

Vode Bugarska, Švicarska i Hrvatska s 1 pobjedom.
- skupina "B":

| Francuska | - | Srbija    | 30:0 | (25:0,5:0,0:0)                |
| Belgija   | - | Ukrajina  | 6:1  | (0:1,2:0,2:0,2:0,0:0,0:0,0:0) |
| Izrael    | - | Slovenija | 7:0  | (0:0,0:0,2:0,2:0,3:0)         |

Vode Francuska, Izrael i Belgija s 1 pobjedom.

### 17.srpnja
- skupina "A":

| Mađarska  | - | Bugarska   | 6:2  | (0:0,0:0,0:0,0:1,3:1,3:0,0:0)          |
| Švicarska | - | Danska     | 13:7 | (0:3,0:2,0:0,4:0,2:0,1:0,0:2; pr. 6:0) |
| Hrvatska  | - | Španjolska | 0:7  | (0:0,0:3,0:0,0:1,0:0,0:3)              |

- skupina "B":

| Slovenija | - | Srbija   | 31:3 | (14:3,10:0,7:0)               |
| Izrael    | - | Ukrajina | 10:2 | (3:2,2:0,0:0,4:0,1:0)         |
| Francuska | - | Belgija  | 4:3  | (0:0,2:0,0:2,0:0,2:0,0:0,0:1) |

| Izrael    | - | Srbija    | 20:0 | (4:0,11:0,5:0)                |
| Francuska | - | Ukrajina  | 14:2 | (0:0,2:0,6:0,6:0,0:2)         |
| Belgija   | - | Slovenija | 8:3  | (3:0,2:0,0:0,2:2,0:1,0:0,1:0) |

### 18.srpnja
- skupina "A":

| Španjolska | - | Danska    | 16:0 | (0:0,3:0,1:0,5:0,7:0)         |
| Švicarska  | - | Bugarska  | 5:12 | (0:1,0:5,5:1,0:0,0:5)         |
| Španjolska | - | Mađarska  | 13:2 | (6:0,6:0,0:1,1:1,0:0)         |
| Hrvatska   | - | Švicarska | 10:2 | (1:1,2:0,1:0,1:0,1:1,4:0)     |
| Danska     | - | Bugarska  | 7:8  | (0:2,0:0,2:2,0:0,4:0,0:0,1:4) |
| Hrvatska   | - | Mađarska  | 16:1 | (5:0,4:0,3:1,4:0)             |

Ljestvica nakon četiri odigrana kola:
| Mj. | Država     | Ut | Pob | Por | Pos | Pri | RP  |
| --- | ---------- | -- | --- | --- | --- | --- | --- |
| 1.  | Španjolska | 4  | 4   | 0   | 47  | 3   | +44 |
| 2.  | Hrvatska   | 4  | 3   | 1   | 36  | 11  | +25 |
| 3.  | Švicarska  | 4  | 2   | 2   | 30  | 29  | +1  |
| 4.  | Bugarska   | 4  | 2   | 2   | 23  | 29  | -6  |
| 5.  | Mađarska   | 4  | 1   | 3   | 9   | 41  | -32 |
| 6.  | Danska     | 4  | 0   | 4   | 15  | 47  | -32 |

- skupina "B":

| Francuska | - | Izrael   | 2:1  | (0:0,0:0,0:0,0:0,0:0,0:0,0:0;pr.0:0,1:1,1:0) |
| Belgija   | - | Srbija   | 44:0 | (22:0,3:0,19:0)                              |
| Slovenija | - | Ukrajina | 0:10 | (0:5,0:0,0:4,0:1,0:0)                        |

| Mj. | Država    | Ut | Pob | Por | Pos | Pri | RP   |
| --- | --------- | -- | --- | --- | --- | --- | ---- |
| 1.  | Francuska | 4  | 4   | 0   | 50  | 6   | +44  |
| 2.  | Izrael    | 4  | 3   | 1   | 38  | 4   | +34  |
| 3.  | Belgija   | 4  | 3   | 1   | 61  | 8   | +53  |
| 4.  | Slovenija | 4  | 1   | 3   | 34  | 28  | +6   |
| 5.  | Ukrajina  | 4  | 1   | 3   | 15  | 30  | -15  |
| 6.  | Srbija    | 4  | 0   | 4   | 3   | 125 | -122 |

### 19.srpnja
- skupina "A":

| Španjolska | - | Švicarska | 20:0 | (12:0,6:0,2:0)                |
| Hrvatska   | - | Bugarska  | 2:0  | (0:0,0:0,0:0,0:0,0:0,2:0,0:0) |
| Mađarska   | - | Danska    | 14:4 | (3:0,0:0,9:0,2:4,0:0)         |

Ljestvica nakon prvog kruga:
| Mj. | Država     | Ut | Pob | Por | Pos | Pri | RP  |
| --- | ---------- | -- | --- | --- | --- | --- | --- |
| 1.  | Španjolska | 5  | 5   | 0   | 67  | 3   | +64 |
| 2.  | Hrvatska   | 5  | 4   | 1   | 38  | 11  | +27 |
| 3.  | Bugarska   | 5  | 2   | 3   | 30  | 49  | -19 |
| 4.  | Švicarska  | 5  | 2   | 3   | 23  | 31  | -8  |
| 5.  | Mađarska   | 5  | 2   | 3   | 23  | 41  | -18 |
| 6.  | Danska     | 5  | 0   | 5   | 15  | 61  | -46 |

- skupina "B":

| Francuska | - | Slovenija | 10:1 | (1:1,2:0,0:0,1:0,6:0)                 |
| Ukrajina  | - | Srbija    | 14:0 | (9:0,3:0,2:0,0:0,0:0)                 |
| Belgija   | - | Izrael    | 4:1  | (0:0,0:0,0:0,0:0,0:0,0:0,0:0; pr.4:1) |

Ljestvica nakon prvog kruga:
| Mj. | Država    | Ut | Pob | Por | Pos | Pri | RP   |
| --- | --------- | -- | --- | --- | --- | --- | ---- |
| 1.  | Francuska | 5  | 5   | 0   | 60  | 7   | +53  |
| 2.  | Izrael    | 5  | 4   | 1   | 42  | 5   | +37  |
| 3.  | Belgija   | 5  | 3   | 2   | 62  | 12  | +50  |
| 4.  | Ukrajina  | 5  | 2   | 3   | 29  | 30  | -1   |
| 5.  | Slovenija | 5  | 1   | 4   | 35  | 38  | -3   |
| 6.  | Srbija    | 5  | 0   | 5   | 3   | 139 | -136 |

- Doigravanje - skupina "C"

U skupini "C" sudjeluju prve dvije najbolje djevojčadi iz obaju skupina.
Sudionicama skupine "C" se prenose rezultati odnosno bodovi iz prvog dijela natjecanja. 
| Hrvatska   | - | Izrael    | 4:3 (1:0,0:0,2:0,0:0,0:2,0:1,1:0) |
| Španjolska | - | Francuska | 6:5 (0:0,1:5,2:0,0:0,3:0,0:0,0:0) |

### 20.srpnja
Doigravanje - skupina "C"
- 2. kolo:

| Španjolska | - | Izrael    | 8:1 | (2:0,0:0,2:0,1:1,3:0)         |
| Hrvatska   | - | Francuska | 3:4 | (0:0,1:1,2:0,0:1,0:0,1:1,0:0) |

| Mj. | Država     | Ut | Pob | Por | Pos | Pri | RP  |
| --- | ---------- | -- | --- | --- | --- | --- | --- |
| 1.  | Španjolska | 3  | 3   | 0   | 21  | 6   | +15 |
| 2.  | Francuska  | 3  | 2   | 1   | 11  | 10  | +1  |
| 3.  | Hrvatska   | 3  | 1   | 2   | 7   | 14  | -7  |
| 4.  | Izrael     | 3  | 0   | 3   | 5   | 14  | -9  |

Doigravanje za završnicu:
za sudionika poluzavršnice (C3-C4):

| Hrvatska | - | Izrael 2:0 | (2:0,0:0,0:0,0:0,0:0,0:0,0:0) |

za izravnog sudionika završnice (C1-C2):

| Španjolska | - | Francuska | 7:5 | (0:4,0:0,3:1,0:0,3:0,1:0,0:0) |

- susret za 11. mjesto

Igraju 6. iz "A" i "B" skupine.

| Danska | - | Srbija | 15:0 | (3:0,7:0,5:0,0:0) |

- susret za 9. mjesto

Igraju 6. iz "A" i "B" skupine.

| Mađarska | - | Slovenija | 9:2 | (1:1,0:0,4:1,0:0,4:0) |

### 21.srpnja
- susret za 7. mjesto:

Igraju četvrtoplasirane djevojčadi iz skupina "A" i "B".

| Švicarska | - | Ukrajina | 9:2 | (7:0,0:2,0:0,2:0,0:0) |

- susret za 5. mjesto:

Igraju trećeplasirane djevojčadi iz skupina "A" i "B".

| Belgija | - |  | Bugarska 9:0 | (0:0,3:0,1:0,5:0,0:0) |

- poluzavršnica (poraženi osvaja 3. mjesto)

| Hrvatska | - | Francuska | 1:8 | (1:1,0:0,0:2,0:1,0:4) |

Hrvatska je osvojila treće mjesto. Francuska odlazi u borbu za prvo mjesto.
- završnica (Španjolska se izravno plasirala)

| Španjolska | - | Francuska | 5:1 | (0:0,0:0,1:0,0:1,4:0,0:0,0:0) |

## Najbolje pojedinke
- najbolja igračica: Sandy Lauwers (Belgija)
- najbolja bacačica: Sandy Lauwers (Belgija)
- najbolja udaračica: Jessica Iborra (Španjolska)

## Završni poredak
| Mj. | Država     |
| --- | ---------- |
| 1.  | Španjolska |
| 2.  | Francuska  |
| 3.  | Hrvatska   |
| 4.  | Izrael     |
| 5.  | Belgija    |
| 6.  | Bugarska   |
| 7.  | Švicarska  |
| 8.  | Ukrajina   |
| 9.  | Mađarska   |
| 10. | Slovenija  |
| 11. | Danska     |
| 12. | Srbija     |

## Vanjske poveznice
- Članak u "Vjesniku"
- Softboll spektakl na Jarunu  Arhivirana inačica izvorne stranice od 28. rujna 2007. (Wayback Machine) Članak na javno.com
- Fotogalerija  Arhivirana inačica izvorne stranice od 28. rujna 2007. (Wayback Machine) na javno.com

- Službene stranice natjecanja  Arhivirana inačica izvorne stranice od 13. srpnja 2007. (Wayback Machine)
- Statistike utakmica  Arhivirana inačica izvorne stranice od 15. kolovoza 2007. (Wayback Machine) Pogodci, gledateljstvo...